# Heltens Lokomotiv
Heltens Lokomotiv er en amerikansk stumfilm fra 1912 af D. W. Griffith.

## Medvirkende
- Dorothy Bernard som Grace
- Wilfred Lucas som Jack
- Edwin August
- Charles Gorman
- Robert Harron